# 木脇祐守
木脇 祐守（きわき すけもり）は、戦国時代から安土桃山時代にかけての武将。日向伊東氏の家臣。

## 出自
木脇氏は、鎌倉時代に伊東祐頼が日向国諸県郡木脇を領して木脇姓を名乗ったことが始まりで、その子・祐広の時代には日向に定着し諸県郡を拠点に勢力を伸ばしていた。南北朝時代に入ると伊豆国から本宗家の伊東祐重が下向して都於郡城に入り、木脇氏の婿になったため、木脇氏の領域は本宗家に継承され、伊東氏繁栄の基礎となった。やがて木脇氏は断絶し、伊東祐堯の頃に伊東氏から改めて養子が入り、木脇氏を相続した。祐守はその子孫である。
なお、薩摩国には島津氏家臣の木脇氏がいるが、これは伊東尹祐の娘が島津忠昌に輿入れした際に供として薩摩入りし、そのまま島津氏の被官となった一族である。

## 略歴
大永6年（1526年）、誕生。
天文20年（1551年）、26歳で鬼ヶ城の城主に命じられる。鬼ヶ城は島津忠親の領地飫肥城を目の前にした最前線の出城であり、島津豊州家との合戦では重要な拠点だったが、佐土原城、清武城といった内地の拠点とは日南海岸沿いの長細い経路によって大きく寸断された地勢にあるため、僅かな反撃を受けて危機に陥ることもあった。永禄11年（1569年）に飫肥城攻略が成就するまでの約20年間に渡って祐守は鬼ヶ城を守り抜き、伊東義祐は自らの手記でその忠節を称えている。
島津忠親が去った後、飫肥には義祐の次男・祐兵が入り、祐守は飫肥城松尾丸に移って祐兵の家老を務めた。
元亀3年（1572年）、伊東氏は木崎原の戦いを契機に一時衰退する。天正5年（1577年）、伊東義祐・祐兵親子は御供の家臣を連れて日向国から豊後国に一時的に退去。この際、祐守は落ち延びて櫛間の道場へ潜伏する。3年後、密告者の情報で島津氏に捕えられ、弟の八郎左衛門と共に自害してしまう。